# Running Bear
Running Bear (lett. "orso che corre") è un singolo di Johnny Preston che lo ha reso celebre negli anni 60.

## La canzone
La canzone parla di due indiani che si amano ma che non possono perché fanno parte di due tribù rivali. La canzone non solo raggiunse nel 1960 le prime posizioni americane (Billboard Hot 100) per tre settimane ed inglesi (Official Singles Chart) per due settimane e la seconda in Norvegia ma fu premiata come miglior singolo del 1960 dal 23 al 30 gennaio da Cash Box.